# Río Potaro
El río Potaro es un río de la región de Potaro-Siparuni en Guyana, en el norte de Suramérica.
La cabecera del río Potaro está en el área del monte Ayanganna en las sierra de Pacaraima en el norte de las sabanas de Rupununí. El río corre por alrededor de 225 kilómetros (140 millas) antes de fluir en el río Esequibo, nueve cascadas se encuentran en el río Potaro, las que se destacan son las cataratas Kaieteur y las de Tumatumari. 
Un puente suspendido de 1930, Garraway Stream Bridge cruza el río. También, “dos islas” se encuentran en el recorrido de este.
Chenapau es una aldea pequeña de indígenas situada a lo largo del río Potaro al sur de las cataratas Kaieteur. El oro y los diamantes se extraen del río en esta área rica en minerales.
En la primera mitad del siglo XX, empleando métodos primitivos, se recuperaron cantidades significativas de diamantes de los ríos y de las corrientes del área. De hecho los dos diamantes más grandes de gema de calidad recuperados en Guyana hasta la fecha, son de aquí.
El mineral potarita se llama así por el río en donde fue encontrado por primera vez.